# Pacific Coast Championships
Pacific Coast Championships – nierozgrywany turniej tenisowy.
Męski turniej początkami sięga roku 1889, kiedy zawody rozegrano w Monterey w Kalifornii. Przez kolejne dziesięć lat turniej odbywał się w San Rafael, a od 1900 roku zawody rozgrywano w Berkeley. W 1931 roku turniej przeniesiono do San Francisco, z którego po trzech edycjach powróciły do Berkeley. Ostatnią edycją w tym mieście był 1971 rok. W sezonie 1972 zawody odbyły się w Albany. W latach 1973–1993 rozgrywany w San Francisco. Od roku 1994 do 2013 roku turniej odbywał się w hali SAP Center w San Jose. Zaliczany był do kategorii ATP World Tour 250, do cyklu ATP World Tour.
W latach 1922–1972 rywalizowały tenisistki. Od początku do 1944 roku turniej odbywał się w Berkeley, z wyjątkiem 1927 i 1932 roku, kiedy tenisistki rywalizowały w San Francisco. Tam też został przeniesiony turniej na lata 1945–1948. Kolejne edycje powróciły do Berkeley. Ostatnie zawody rozegrano w Albany. Do roku 1947 rozgrywki toczyły się na nawierzchni ziemnej, od kolejnej edycji zamieniono ją na korty twarde.
Zawody gry mieszanej toczyły się z przerwami w latach 1930–1968.

## Mecze finałowe

### Gra pojedyncza mężczyzn
| Rok  | Miejsce       | Zwycięzca          | Finalista          | Wynik               |
| 2013 | San Jose      | Milos Raonic       | Tommy Haas         | 6:4, 6:3            |
| 2012 | San Jose      | Milos Raonic       | Denis Istomin      | 7:6(3), 6:2         |
| 2011 | San Jose      | Milos Raonic       | Fernando Verdasco  | 7:6(6), 7:6(5)      |
| 2010 | San Jose      | Fernando Verdasco  | Andy Roddick       | 3:6, 6:4, 6:4       |
| 2009 | San Jose      | Radek Štěpánek     | Mardy Fish         | 3:6, 6:4, 6:2       |
| 2008 | San Jose      | Andy Roddick       | Radek Štěpánek     | 6:4, 7:5            |
| 2007 | San Jose      | Andy Murray        | Ivo Karlović       | 6:7(3), 6:4, 7:6(2) |
| 2006 | San Jose      | Andy Murray        | Lleyton Hewitt     | 2:6, 6:1, 7:6(3)    |
| 2005 | San Jose      | Andy Roddick       | Cyril Saulnier     | 6:0, 6:4            |
| 2004 | San Jose      | Andy Roddick       | Mardy Fish         | 7:6(13), 6:4        |
| 2003 | San Jose      | Andre Agassi       | Davide Sanguinetti | 6:3, 6:1            |
| 2002 | San Jose      | Lleyton Hewitt     | Andre Agassi       | 4:6, 7:6(6), 7:6(4) |
| 2001 | San Jose      | Greg Rusedski      | Andre Agassi       | 6:3, 6:4            |
| 2000 | San Jose      | Mark Philippoussis | Mikael Tillström   | 7:5, 4:6, 6:3       |
| 1999 | San Jose      | Mark Philippoussis | Cecil Mamiit       | 6:3, 6:2            |
| 1998 | San Jose      | Andre Agassi       | Pete Sampras       | 6:2, 6:4            |
| 1997 | San Jose      | Pete Sampras       | Greg Rusedski      | 3:6, 5:0 krecz      |
| 1996 | San Jose      | Pete Sampras       | Andre Agassi       | 6:2, 6:3            |
| 1995 | San Jose      | Andre Agassi       | Michael Chang      | 6:2, 1:6, 6:3       |
| 1994 | San Jose      | Renzo Furlan       | Michael Chang      | 3:6, 6:3, 7:5       |
| 1993 | San Francisco | Andre Agassi       | Brad Gilbert       | 6:2, 6:7(4), 6:2    |
| 1992 | San Francisco | Michael Chang      | Jim Courier        | 6:3, 6:3            |
| 1991 | San Francisco | Darren Cahill      | Brad Gilbert       | 6:2, 3:6, 6:4       |
| 1990 | San Francisco | Andre Agassi       | Todd Witsken       | 6:1, 6:3            |
| 1989 | San Francisco | Brad Gilbert       | Anders Järryd      | 7:5, 6:2            |
| 1988 | San Francisco | Michael Chang      | Johan Kriek        | 6:2, 6:3            |
| 1987 | San Francisco | Peter Lundgren     | Jim Pugh           | 6:1, 7:5            |
| 1986 | San Francisco | John McEnroe       | Jimmy Connors      | 7:6, 6:3            |
| 1985 | San Francisco | Stefan Edberg      | Johan Kriek        | 6:4, 6:2            |
| 1984 | San Francisco | John McEnroe       | Brad Gilbert       | 6:3, 6:4            |
| 1983 | San Francisco | Ivan Lendl         | John McEnroe       | 3:6, 7:6, 6:4       |
| 1982 | San Francisco | John McEnroe       | Jimmy Connors      | 6:1, 6:3            |
| 1981 | San Francisco | Eliot Teltscher    | Brian Teacher      | 6:3, 7:6            |
| 1980 | San Francisco | Gene Mayer         | Eliot Teltscher    | 6:2, 2:6, 6:1       |
| 1979 | San Francisco | John McEnroe       | Peter Fleming      | 4:6, 7:5, 6:2       |
| 1978 | San Francisco | John McEnroe       | Dick Stockton      | 2:6, 7:6, 6:2       |
| 1977 | San Francisco | Butch Walts        | Brian Gottfried    | 4:6, 6:3, 7:5       |
| 1976 | San Francisco | Roscoe Tanner      | Brian Gottfried    | 4:6, 7:5, 6:1       |
| 1975 | San Francisco | Arthur Ashe        | Guillermo Vilas    | 6:0, 7:6(4)         |
| 1974 | San Francisco | Ross Case          | Arthur Ashe        | 6:3, 5:7, 6:4       |
| 1973 | San Francisco | Roy Emerson        | Björn Borg         | 5:7, 6:1, 6:4       |
| 1972 | Albany        | Jimmy Connors      | Roscoe Tanner      | 6:2, 7:6            |
| 1971 | Berkeley      | Rod Laver          | Ken Rosewall       | 6:4, 6:4, 7:6       |
| 1970 | Berkeley      | Arthur Ashe        | Cliff Richey       | 6:4, 6:2, 6:4       |
| 1969 | Berkeley      | Stan Smith         | Cliff Richey       | 6:2, 6:3            |
| 1968 | Berkeley      | Stan Smith         | Jim McManus        | 10:8, 6:1, 6:1      |

### Gra podwójna mężczyzn
| Rok  | Miejsce       | Zwycięzcy                           | Finaliści                           | Wynik             |
| 2013 | San Jose      | Xavier Malisse Frank Moser          | Lleyton Hewitt Marinko Matošević    | 6:0, 6:7(5), 10–4 |
| 2012 | San Jose      | Mark Knowles Xavier Malisse         | Kevin Anderson Frank Moser          | 6:4, 1:6, 10–5    |
| 2011 | San Jose      | Scott Lipsky Rajeev Ram             | Alejandro Falla Xavier Malisse      | 6:4, 4:6, 10–8    |
| 2010 | San Jose      | Mardy Fish Sam Querrey              | Benjamin Becker Leonardo Mayer      | 7:6(3), 7:5       |
| 2009 | San Jose      | Tommy Haas Radek Štěpánek           | Rohan Bopanna Jarkko Nieminen       | 6:2, 6:3          |
| 2008 | San Jose      | Scott Lipsky David Martin           | Bob Bryan Mike Bryan                | 7:6(4), 7:5       |
| 2007 | San Jose      | Eric Butorac Jamie Murray           | Chris Haggard Rainer Schüttler      | 7:5, 7:6(6)       |
| 2006 | San Jose      | Jonas Björkman John McEnroe         | Paul Goldstein Jim Thomas           | 7:6(2), 4:6, 10–7 |
| 2005 | San Jose      | Wayne Arthurs Paul Hanley           | Yves Allegro Michael Kohlmann       | 7:6(4), 6:4       |
| 2004 | San Jose      | James Blake Mardy Fish              | Rick Leach Brian MacPhie            | 6:2, 7:5          |
| 2003 | San Jose      | Lee Hyung-taik Uładzimir Wałczkou   | Paul Goldstein Robert Kendrick      | 7:5, 4:6, 6:3     |
| 2002 | San Jose      | Wayne Black Kevin Ullyett           | John-Laffnie de Jager Robbie Koenig | 6:3, 4:6, 10–5    |
| 2001 | San Jose      | Mark Knowles Brian MacPhie          | Jan-Michael Gambill Jonathan Stark  | 6:3, 7:6(4)       |
| 2000 | San Jose      | Jan-Michael Gambill Scott Humphries | Lucas Arnold Ker Eric Taino         | 6:1, 6:4          |
| 1999 | San Jose      | Todd Woodbridge Mark Woodforde      | Ałeksandar Kitinow Nenad Zimonjić   | 7:5, 6:7(3), 6:4  |
| 1998 | San Jose      | Todd Woodbridge Mark Woodforde      | Nelson Aerts André Sá               | 6:1, 7:5          |
| 1997 | San Jose      | Brian MacPhie Gary Muller           | Mark Knowles Daniel Nestor          | 4:6, 7:6, 7:5     |
| 1996 | San Jose      | Trevor Kronemann David Macpherson   | Richey Reneberg Jonathan Stark      | 6:4, 3:6, 6:3     |
| 1995 | San Jose      | Jim Grabb Patrick McEnroe           | Alex O’Brien Sandon Stolle          | 3:6, 7:5, 6:0     |
| 1994 | San Jose      | Rick Leach Jared Palmer             | Byron Black Jonathan Stark          | 4:6, 6:4, 6:4     |
| 1993 | San Francisco | Scott Davis Jacco Eltingh           | Patrick McEnroe Jonathan Stark      | 6:1, 4:6, 7:5     |
| 1992 | San Francisco | Jim Grabb Richey Reneberg           | Pieter Aldrich Danie Visser         | 6:4, 7:5          |
| 1991 | San Francisco | Wally Masur Jason Stoltenberg       | Ronnie Båthman Rikard Bergh         | 4:6, 7:6, 6:4     |
| 1990 | San Francisco | Kelly Jones Robert Van’t Hof        | Glenn Layendecker Richey Reneberg   | 2:6, 7:6, 6:3     |

### Gra pojedyncza kobiet
| Rok               | Miejsce       | Zwyciężczyni            | Finalistka               | Wynik           |
| 1972              | Albany        | Margaret Court          | Billie Jean King         | 6:4, 6:1        |
| 1971              | Berkeley      | Marcie Louie            | Barbara Downs            | 7:5, 6:3        |
| 1970              | Berkeley      | Nancy Richey            | Rosie Casals             | 7:6, 6:4        |
| 1969              | Berkeley      | Margaret Court          | Winnie Shaw              | 6:4, 5:7, 6:0   |
| 1968              | Berkeley      | Margaret Court          | Maria Bueno              | 6:4, 7:5        |
| Początek Ery Open |               |                         |                          |                 |
| 1967              | Berkeley      | Françoise Durr          | Carole Caldwell Graebner | 6:3, 6:3        |
| 1966              | Berkeley      | Maria Bueno             | Rosie Casals             | 6:4, 2:6, 6:1   |
| 1965              | Berkeley      | Judy Tegart Dalton      | Rosie Casals             | 6:4, 3:6, 7:5   |
| 1964              | Berkeley      | Judy Tegart Dalton      | Mimi Arnold              | 6:2, 6:4        |
| 1963              | Berkeley      | Darlene Hard            | Maria Bueno              | 6:3, 6:3        |
| 1962              | Berkeley      | Darlene Hard            | Renee Schuurman          | 6:3, 6:3        |
| 1961              | Berkeley      | Darlene Hard            | Ann Haydon-Jones         | 3:6, 7:5, 6:3   |
| 1960              | Berkeley      | Darlene Hard            | Ann Haydon-Jones         | 6:2, 6:3        |
| 1959              | Berkeley      | Dorothy Knode           | Ann Haydon-Jones         | 7:5, 6:4        |
| 1958              | Berkeley      | Christine Truman        | Darlene Hard             | 6:2, 6:4        |
| 1957              | Berkeley      | Althea Gibson           | Louise Brough            | 6:4, 6:3        |
| 1956              | Berkeley      | Shirley Bloomer         | Dorothy Bundy            | 6:0, 6:1        |
| 1955              | Berkeley      | Angela Mortimer         | Shirley Bloomer          | 4:6, 6:3, 6:4   |
| 1954              | Berkeley      | Virginia Wolfenden      | Anne Shilcock            | 9:7, 6:1        |
| 1953              | Berkeley      | Maureen Connolly        | Shirley Fry              | 6:0, 9:7        |
| 1952              | Berkeley      | Shirley Fry             | Thelma Coyne Long        | 7:9, 6:2, 6:4   |
| 1951              | Berkeley      | Dorothy Head            | Anita Kanter             | 13:11, 4:6, 6:0 |
| 1950              | Berkeley      | Patricia Canning Todd   | Magda Rurac              | 6:2, 6:1        |
| 1949              | Berkeley      | Doris Hart              | Dorothy Head             | 6:3, 6:4        |
| 1948              | San Francisco | Margaret Osborne DuPont | Virginia Wolfenden       | 2:6, 6:1, 6:2   |

### Gra podwójna kobiet
| Rok               | Miejsce       | Zwyciężczynie                               | Finalistki                                    | Wynik            |
| 1972              | Albany        | Ann Haydon-Jones Billie Jean King           | Margaret Court Lesley Hunt                    | 7:5, 2:6, 7:6(4) |
| 1971              | Berkeley      | Catherine Anderson Barbara Downs            | Kate Latham Laurie Tenney                     | walkower         |
| 1970              | Berkeley      | Lesley Hunt Kristy Pigeon                   | Patti Hogan Judy Tegart Dalton                | 6:2, 6:3         |
| 1969              | Berkeley      | Margaret Court Lesley Hunt                  | Kerry Harris Winnie Shaw                      | 6:3, 6:4         |
| 1968              | Berkeley      | Maria Bueno Margaret Court                  | Esme Emanuel Maryna Godwin                    | 6:2, 6:4         |
| Początek Ery Open |               |                                             |                                               |                  |
| 1967              | Berkeley      | Rosie Casals Billie Jean King               | Françoise Durr Judy Tegart Dalton             | 6:4, 6:3         |
| 1966              | Berkeley      | Rosie Casals Judy Tegart Dalton             | Winnie Shaw Virginia Wade                     | 6:1, 6:4         |
| 1965              | Berkeley      | Carole Caldwell Graebner Judy Tegart Dalton | Rosie Casals Cecilia Martinez                 | 6:1, 6:2         |
| 1964              | Berkeley      | Rita Bentley Judy Tegart Dalton             | Jane Albert Rosie Darmon                      | 4:6, 10:8, 6:3   |
| 1963              | Berkeley      | Maria Bueno Darlene Hard                    | Deidre Catt Elizabeth Starkie                 | 6:0, 6:4         |
| 1962              | Berkeley      | Maria Bueno Darlene Hard                    | Elizabeth Starkie Judy Tegart Dalton          | 6:4, 6:2         |
| 1961              | Berkeley      | Darlene Hard Ann Haydon-Jones               | Edda Buding Deidre Catt                       | 6:3, 6:2         |
| 1960              | Berkeley      | Maria Bueno Darlene Hard                    | Ann Haydon-Jones Christine Truman             | 6:2, 6:2         |
| 1959              | Berkeley      | Janet Hopps Farel Footman                   | Ann Haydon-Jones Dorothy Head                 | 5:7, 64, 64      |
| 1958              | Berkeley      | Maria Bueno Darlene Hard                    | Thelma Coyne Long Christine Truman            | 6:2, 6:2         |
| 1957              | Berkeley      | Mary Bevis Hawton Janet Hopps               | Louise Brough Clapp Barbara Scofield Davidson | 3:6, 6:4, 6:2    |
| 1956              | Berkeley      | Shirley Brasher Marta Hernández             | Dorothy Cheney Margaret Warren                | 6:3, 10:8        |
| 1955              | Berkeley      | Angela Mortimer Angela Buxton               | Shirley Brasher Barbara Bradley               | 7:5, 6:3         |
| 1954              | Berkeley      | Patricia Naud Nancy Wolfenden               | Anne Shilcock Louise Snow                     | 6:2, 6:3         |
| 1953              | Berkeley      | Maureen Connolly Nell Hall Hopman           | Dorothy Cheney Margaret Warren                | 6:3, 9:7         |
| 1952              | Berkeley      | Thelma Coyne Long Shirley Fry               | Janet Hopps Anita Kanter                      | 3:6, 6:2, 6:2    |
| 1951              | Berkeley      | Dorothy Head Janet Hopps                    | Helen Fletcher Patricia Ward Hales            | 6:2, 6:3         |
| 1950              | Berkeley      | Patricia Canning Todd Barbara Scofield      | Magda Rurac Wilma Smith                       | 6:2, 6:4         |
| 1949              | Berkeley      | Gussie Moran Virginia Wolfenden             | Doris Hart Shirley Fry                        | 6:2, 6:4         |
| 1948              | San Francisco | Louise Brough Margaret Osborne DuPont       | Virginia Wolfenden Sheila Piercey             | 6:3, 6:3         |

### Gra mieszana
| Rok               | Miejsce  | Mistrzowie                      | Finaliści                           | Wynik          |
| 1968              | Berkeley | Margaret Court Stan Smith       | Judy Tegart Dalton Jim McManus      | 8:10, 6:2, 6:2 |
| Początek Ery Open |          |                                 |                                     |                |
| 1967              | Berkeley | Rosie Casals Marty Riessen      | Julie Heldman Torben Ulrich         | 6:1, 6:4       |
| 1965              | Berkeley | Judy Tegart Dalton Jim McManus  | Lynn Abbes Donald Dell              | 6:2, 6:1       |
| 1960              | Berkeley | Carole Caldwell Chris Caldwell  | Billie Jean Moffitt Antonio Palafox | 4:6, 6:3, 6:4  |
| 1959              | Berkeley | Janet Hopps Ramanathan Krishnan | Mary Ann Mitchell Don Kirbow        | 6:2, 6:3       |
| 1955              | Berkeley | Barbara Bradley Enrique Morea   | Angela Buxton Gardnar Mulloy        | 4:6, 6:3, 6:4  |
| 1953              | Berkeley | Shirley Fry Enrique Morea       | Dorothy Bundy Gilbert Shea          | 6:2, 6:4       |